# Проценко Валентина Василівна
Проценко Валентина Василівна — український політик, колишня народна депутатка України.

## Біографія
Народилась 11 грудня 1948 р. у селі Гришине Красноармійського району Донецької області. Українка.
Батько: Безсонов Василь Кирилович (1921-1978), колишній начальник відділу кадрів заводу «Стройдеталь» в м. Красноармійськ (нині м. Покровськ).
Мати: Безсонова Олена Максимівна (1928 р.н.), колишня завідувачка РАГС'у.
Діти: Наталя (1971 р.н.) та Василь (1978 р.н.).
Захоплення: політологія. Колишня викладачка, член міжнародної спілки українських учителів.

## Освіта
1966-1971 рр. — навчалась у Донецькому інституті радянської торгівлі, технологічний факультет.
1996 р. — навчалась у Донецькій державній академії управління, фінанси та кредит.

## Політична кар'єра
1989 р. — голова Красноармійської міської та районної організація НРУ.
1990 р. — депутат Димитрівської міської ради, засновник місцевої депутатської фракції НРУ.
1993 р. — голова Донецької обласної організації НРУ, член Центрального проводу НРУ.
1998 р. — кандидатка у народні депутати України від НРУ (№ 45 в списку).
1999-2002 рр. — народна депутатка Верховної Ради України III скликання, член Комітету з питань Регламенту, депутатської етики та організації роботи Верховної Ради України. Член фракції НРУ з травня 1999 р. по січень 2000 р, позафракційна з січня по вересень 2000 р., член фракції «Яблуко» з вересня 2000 року.
2000 р. — член політради Політичної партії «Яблуко», голова Донецької регіональної організації.
2002 р. — кандидатка в народні депутати України від партії «Яблуко» (№ 25 в списку).